# Joakim Skyttehielm
Joakim Skyttehielm, född 14 juli 1617 i Stockholm, död 5 maj 1678, var en svensk ämbetsman.

## Biografi
Joakim Skyttehielm föddes 1617 i Stockholm. Han var son till handelsmannen Henning Nilsson Schütte och Engel Danckwardt i Nyköping. Skyttehielm blev 1634 kopist vid kungliga kansliet och blev 1639 kanslist vid de tyska sakerna i hovkansliet. Han blev 15 januari 1644 referenadire i Kammarkollegium och adlades 6 juli 1650 till Skyttehielm (Schüttehielm), introducerades samma år i Sveriges Riddarhus som nummer 488. Sonen Joakim (1653–1693) slöt ätten vid sin död. Skyttehielm blev 15 april 1651 sekreterare i kammarkollegium och blev 21 maj 1664 sekreterare i banken. Han blev 28 januari 1665 kammarråd. Skyttehielm avled 1678 och begravdes 12 augusti 1687 i Sankt Nicolai kyrka, Nyköping.

### Egendom
Skyttehielm ägde gården Fågelsta i Salems socken.

### Familj
Skyttehielm var gift med Catharina Riese, dotter till slottsintendenten Johan Ludvig Riese. De fick tillsammans barnen häradshövdingen Johan Skyttehielm (död 1688), överstelöjtnanten Joakim Skyttehielm (1653–1696), Anna Engel Skyttehielm (död 1726) som var gift med landshövdingen Anders Lindhielm, Anna Catharina Skyttehielm som var gift med majoren Henrik von Krefelt och Christina Skyttehielm (1660–1734) som var gift med presidenten Gustaf Faltzburg.